# Ciarán Bourke
Ciarán Bourke, född 18 februari 1935, död 10 maj 1988, var en irländsk musiker och en av de ursprungliga medlemmarna i den irländska folkmusikgruppen The Dubliners.
Ciarán Bourke föddes i en engelskspråkig familj, där fadern var läkare, och barnen växte upp med en irisk-talande barnflicka. Genom detta kom Ciarán tidigt i kontakt med språket och han fortsatte att studera det under sin fortsatta utbildning.
Efter universitetsstudierna lärde han känna Ronnie Drew och Barney McKenna, som bjöd med honom att delta i en konsert, där han även fick spela tin whistle, munspel och gitarr, samt sjunga. Luke Kelly, som hade sjungit på olika klubbar i England, återvände till Dublin och förenade sig med dem. Efter att gruppen tagit namnet The Dubliners genomförde de sin första folkmusikkonsert i Dublin. Konserten gjorde succé och följdes så småningom av en teaterföreställning. 1964 gick fiolspelaren John Sheahan med i bandet och denna konstellation blev känd som Dubliners originaluppsättning. 
Ciarán Bourke spelade en framträdande roll i att bandet spelade sånger med irisk text allt oftare.
I april 1974 reste Dubliners till Eastbourne för att ha en konsert, vilken dock avbröts då Bourke drabbades av hjärnblödning. Efter operation blev Ciarán Bourke till hälften förlamad. Han räknade dock med att vara återställd senare samma år och delta i Dubliners kommande turnéer, men om detta blev de oense. Istället bestämde de sig för att ha några mindre konserter i Irland för att ge honom en försiktig återgång. Även detta blev för påfrestande för honom, och han blev tvungen att avbryta på nytt. Den sista konserten han deltog i ägde rum 1987.
Ciarán Bourke avled 1988.

### Fotnoter
1. ↑  ”The Dubliners: the ultimate Irish rovers” (på engelska). BBC. 23 maj 2012. http://www.bbc.com/news/uk-northern-ireland-18184250. Läst 19 november 2015.